# Залізнична лінія Ковель–Козятин
Залізниця Ковель–Козятин — магістральна залізниця України. Пролягає від Ковеля, залізничного вузла на заході України, у південно-східному напрямку через Ківерці, Рівне, Здолбунів, Шепетівку та Бердичів до Козятина, залізничного вузла у Вінницькій області. Це дільниця колією 1520 мм, лінія електрифікована на всій відстані, одноколійна між Ковелем і Ківерцями, решта лінії на Київ двоколійна. Операцію проводить Укрзалізниця, зокрема Львівська залізниця та з Семилітки Південно-Західна залізниця.

## Історія
Лінія Бердичів — Козятин була відкрита в 1870 році Києво-Берестейською залізницею, потім в 1872 році — лінія Кривин — Бердичів, а в 1873 році — решта лінії від Ковеля. Києво-Берестейська залізниця увійшла до складу Південно-Західних залізниць Росії в 1882 році. Після 1918 року дільницю від Ковеля до польсько-радянського кордону до Могилян було передано Польським державним залізницям PKP, а решту маршруту приєднано до Радянських залізниць. Польську колію було переведено на стандартну колію, це означало, що наскрізний рух до Козятина більше був неможливим і його було припинено. Маршрут Варшава — Люблін — Ковель — Здолбунів — Могиляни мав в 1939 році номер розкладу 407. Після Другої світової війни вся лінія потрапила до Радянського Союзу і була переведена на широку колію, а в 1991 році стала власністю Української залізниці.

## Галерея

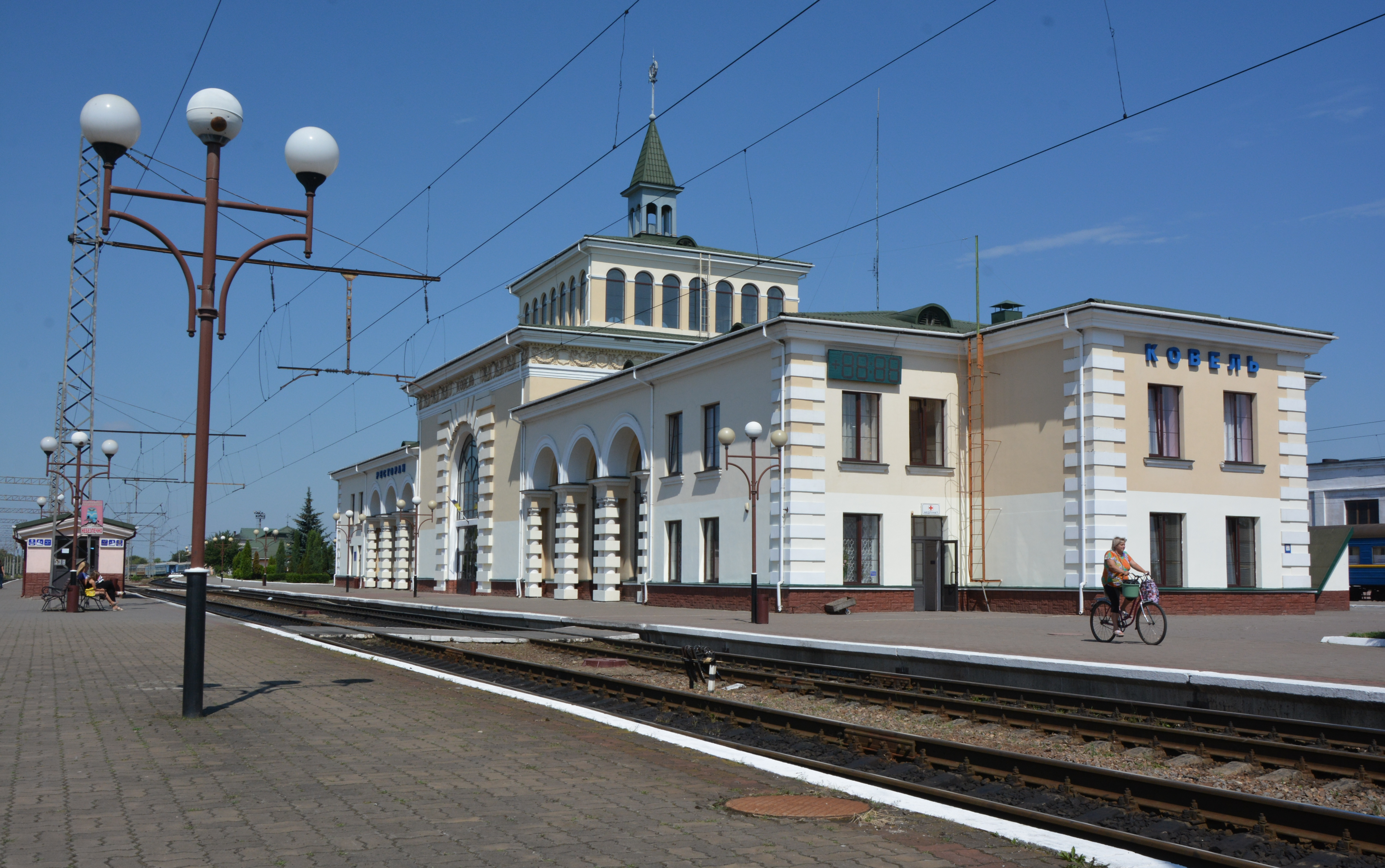
Будівля вокзалу в Ковелі
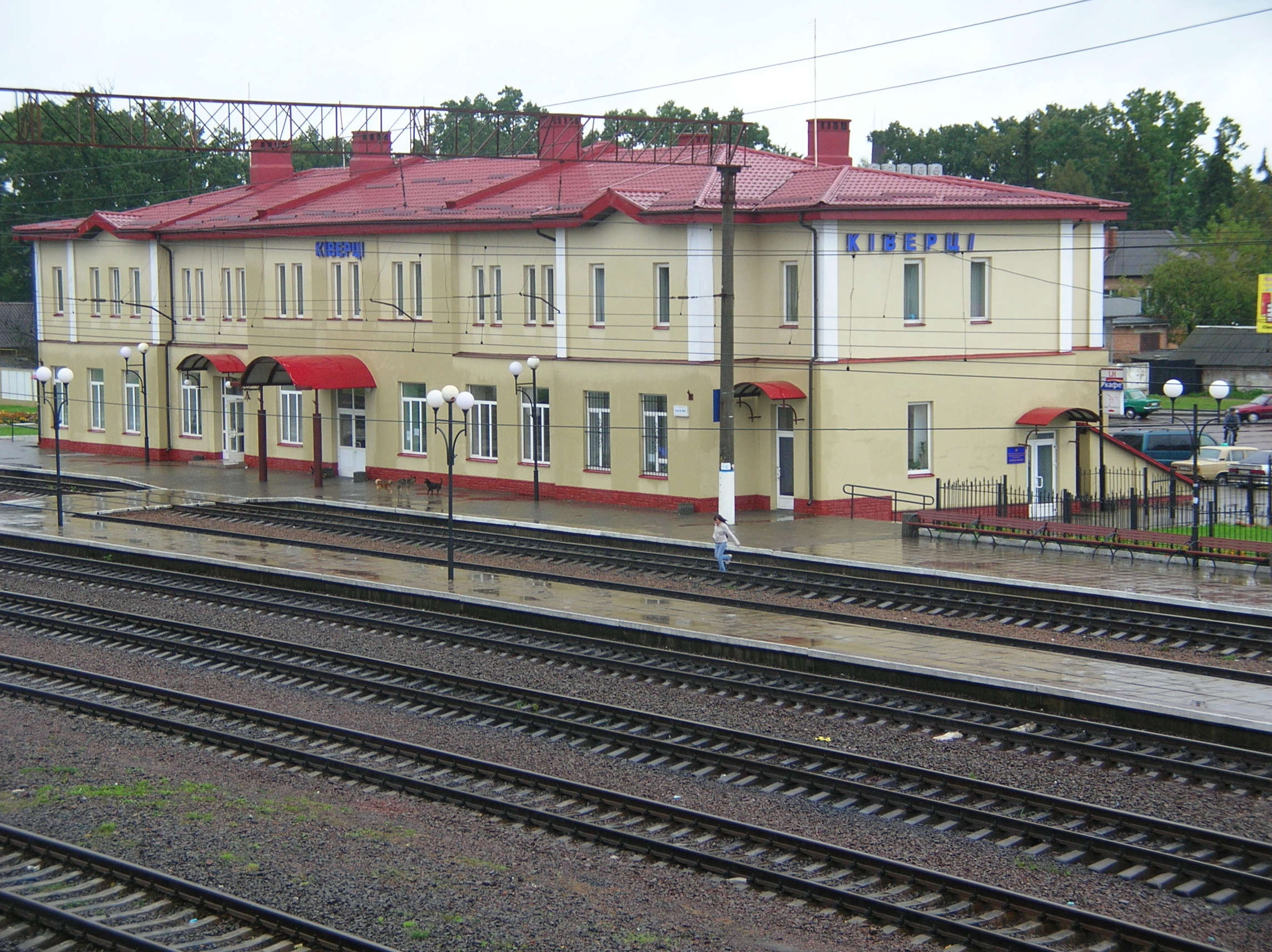
Станція Ківерці
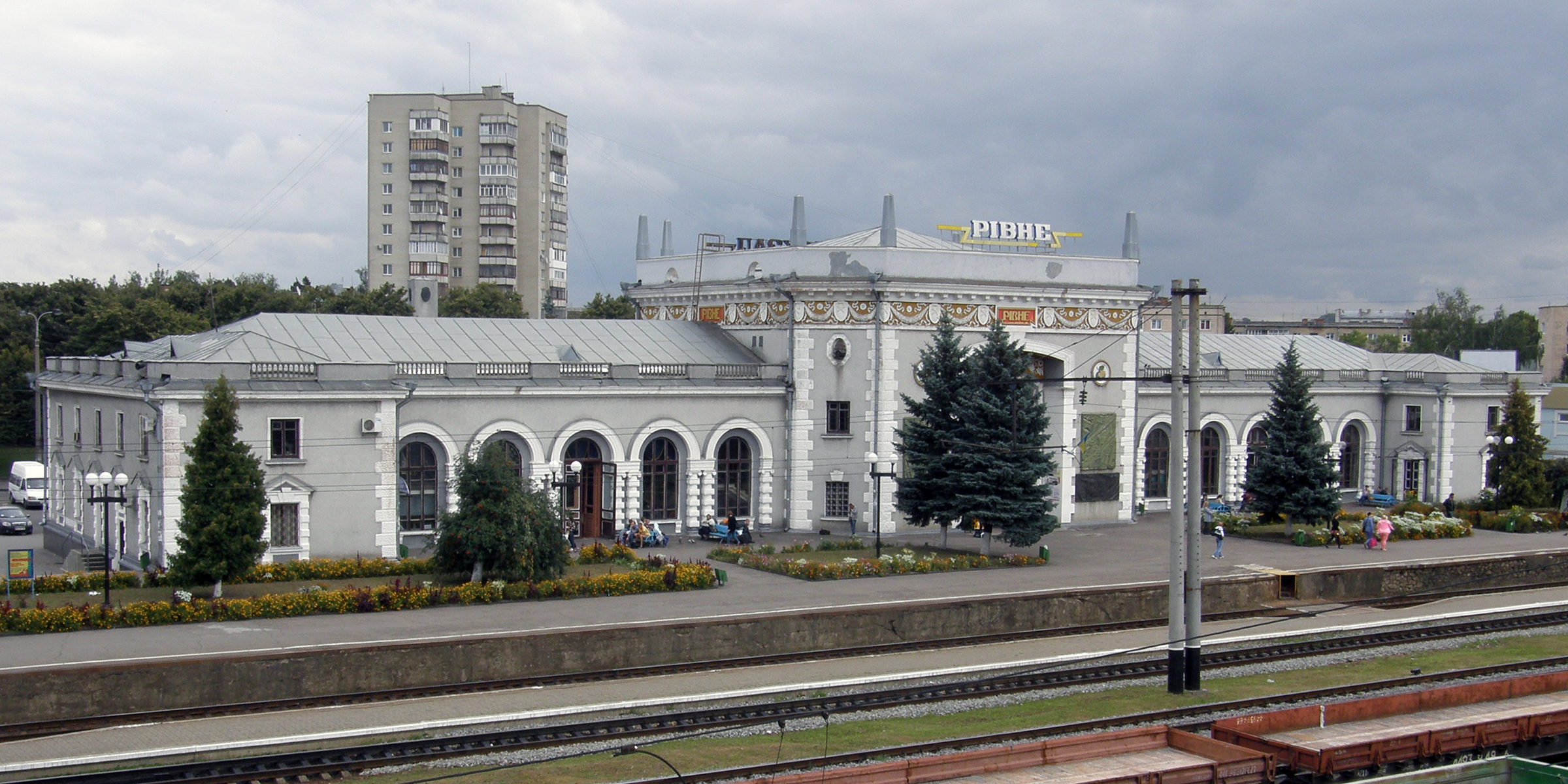
Станція Рівне
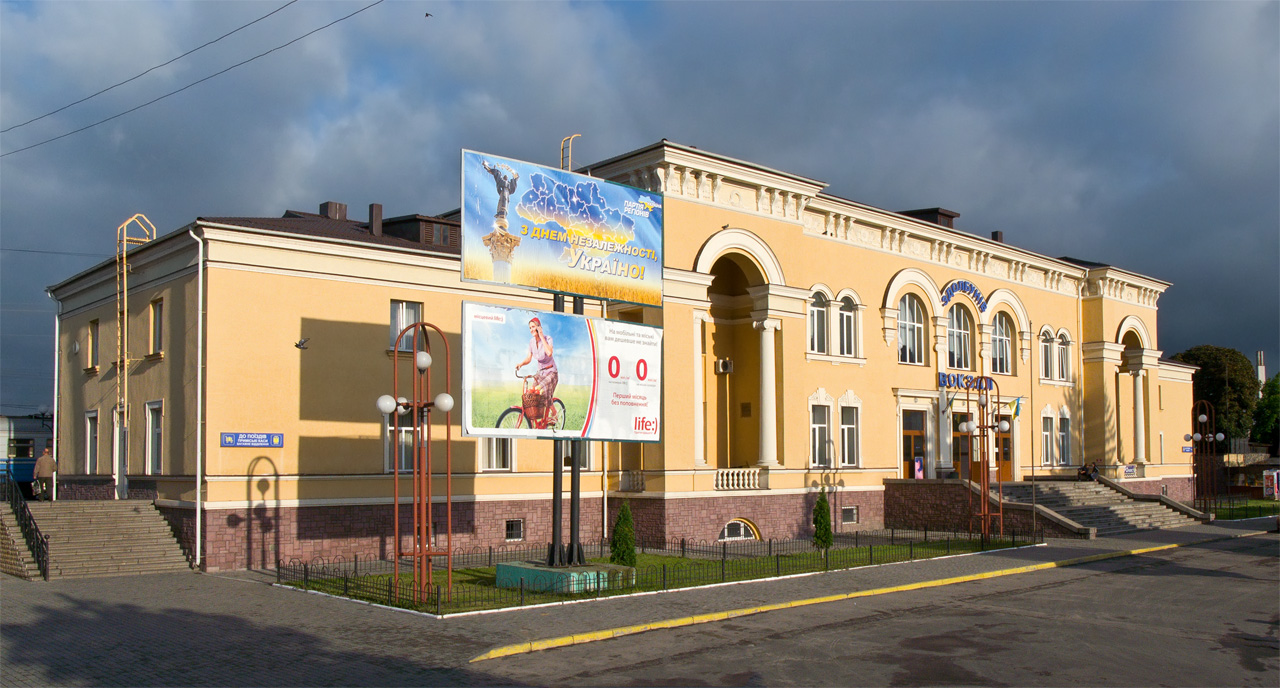
Станція Здолбунів
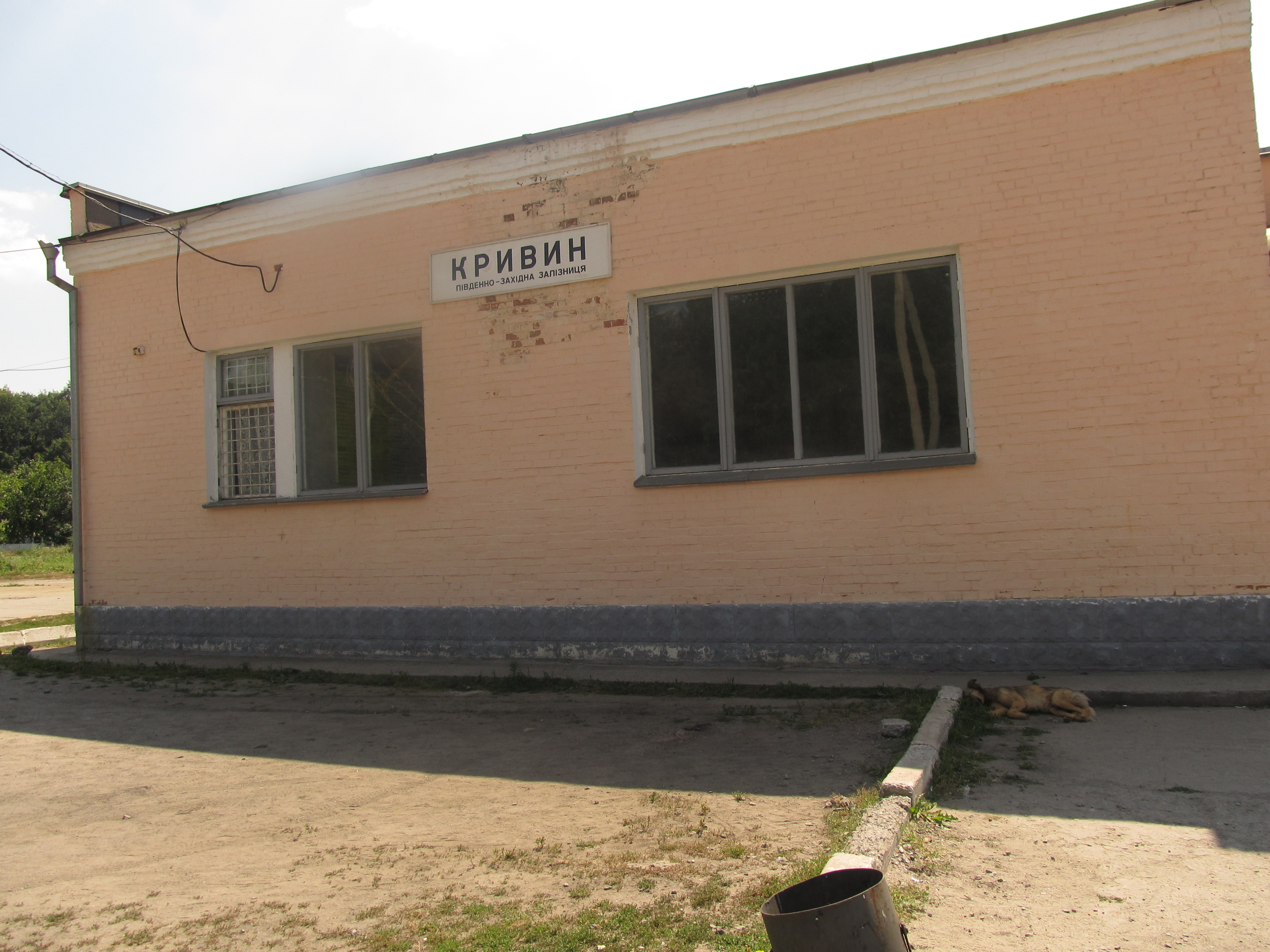
Станція Кривин у Старому Кривині
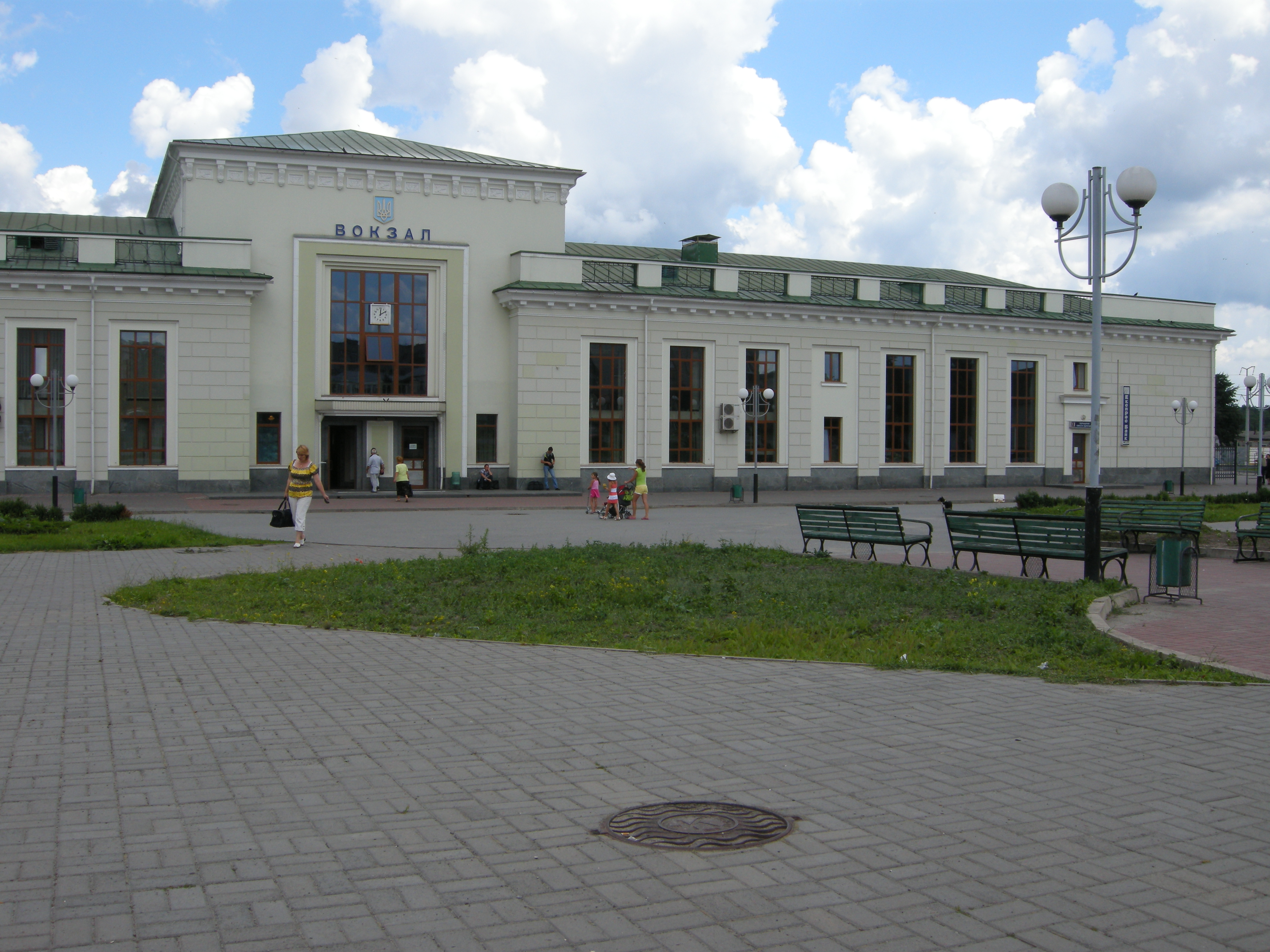
Станція Шепетівка
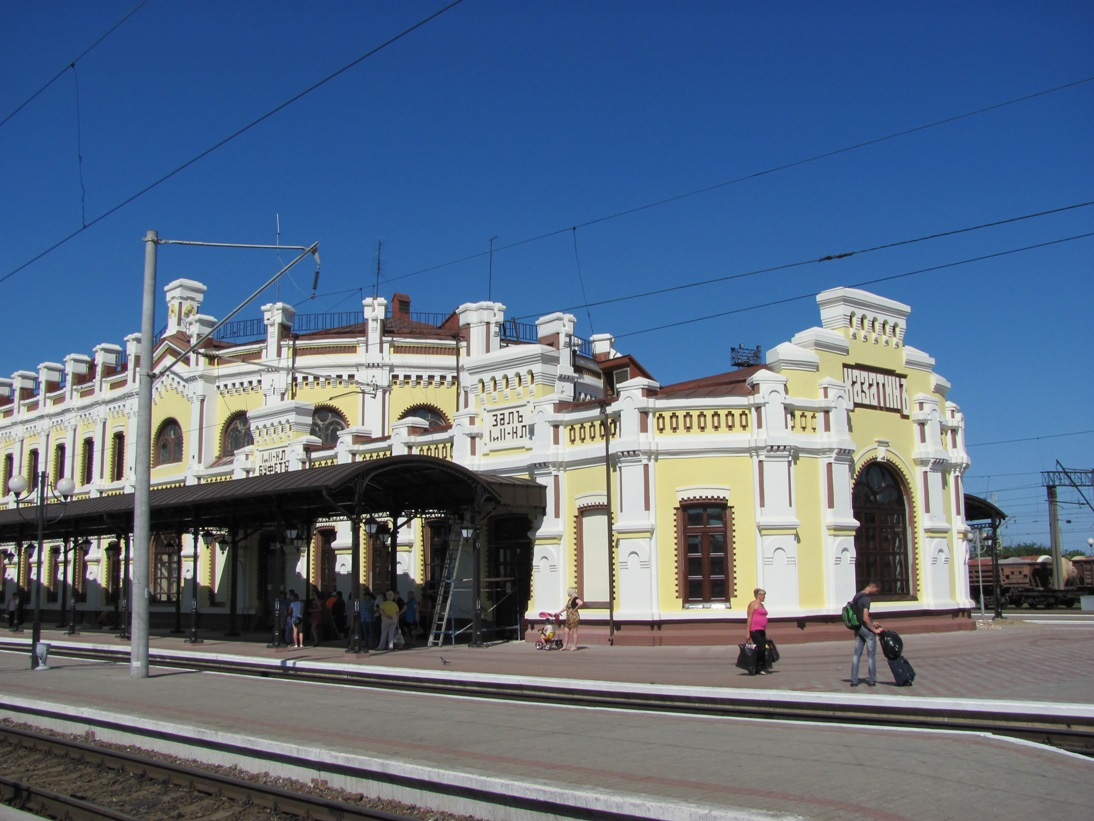
Станція Козятин